# Joaquín Varela
Joaquín Varela, vollständiger Name Joaquín Varela Romero, (* 27. Juni 1998 in Montevideo) ist ein uruguayischer Fußballspieler.

## Karriere

### Verein
Der 1,83 Meter große Defensivakteur Varela gehörte seit 2011 der Nachwuchsmannschaft Defensor Sporting an. Am 14. Februar 2016 debütierte er für die Montevideaner in der Primera División, als er von Trainer Juan Tejera am 2. Spieltag der Clausura bei der 1:3-Heimniederlage gegen den Racing Club de Montevideo in die Startelf beordert wurde. Insgesamt absolvierte er in der Spielzeit 2015/16 eine Erstligapartie (kein Tor). Während der Saison 2016 kam er nicht in der Liga zum Einsatz. Ende Dezember 2016 wechselte er nach Mexiko zum CF Pachuca.

### Nationalmannschaft
Varela bestritt von 2012 bis 2013 19 Spiele (zwei Tore) für die U-15-Auswahl Uruguays. Von 2014 bis 2015 war er Mitglied der uruguayischen U-17-Nationalmannschaft, für die er bei 24 Länderspieleinsätzen vier Treffer erzielte. Er gehörte dem Aufgebot Uruguays bei der U-17-Südamerikameisterschaft 2015 an und wurde im Turnierverlauf achtmal (kein Tor) eingesetzt.